# Daniel W. Armstrong

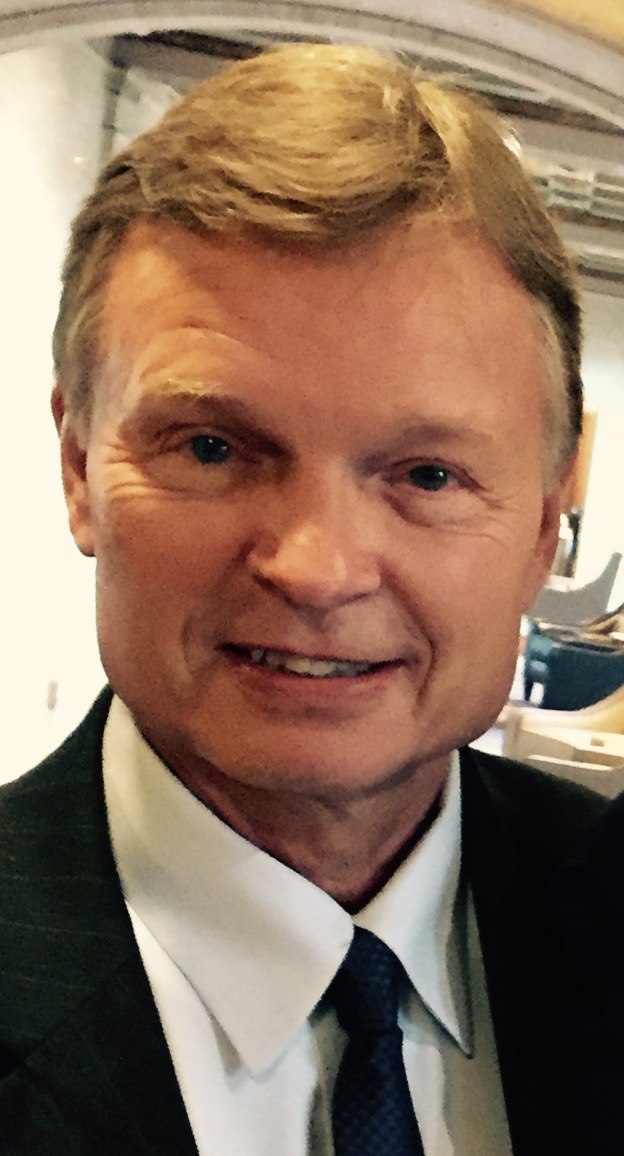
Daniel W. Armstrong

Daniel Wayne Armstrong (* 2. November 1949 in Fort Wayne) ist ein US-amerikanischer Chemiker (Analytische Chemie, Pharmazeutische Chemie, Kolloidchemie).
Armstrong ist der Sohn des Bürgermeisters von Fort Wayne Robert E. Armstrong. Er studierte an der Washington and Lee University mit dem Bachelor-Abschluss 1972 und an der Texas A&M University mit dem Master-Abschluss und der Promotion in Chemie 1977. Danach war er Assistant Professor am Bowdoin College und 1980 bis 1983 an der Georgetown University. 1983 wurde er Associate Professor und später Professor an der Texas Tech University und 1987 Professor an der University of Missouri in Rolla. 2000 wurde er Professor an der Iowa State University, wo er Caldwell Distinguished Professor wurde. 2006 wurde er Professor an der University of Texas at Arlington, wo er Robert A. Welch Distinguished Professor ist.
Er ist bekannt für Methoden der Separation von Enantiomeren mit Flüssigkeitschromatographie und gilt als Vater der Pseudophasen-Separation (basierend auf Mizellen oder Cyclodextrinen). Außerdem befasst er sich mit pharmazeutischer Chemie, Umweltchemie und bioorganischer Chemie, unter anderem mit Cyclodextrinen (Entwicklung des ersten chiralen Erkennungsverfahrens für diese), Tensiden, Molekulargewichtsbestimmung mit Chromatografie bei Makromolekülen, Chemie von Makrocyclen mit Anwendung auf Antibiotika als chirale Selektoren. Über 30 in seinen Laboren entwickelte Säulenchromatographie-Verfahren (Gas oder flüssig) wurden kommerziell verwertet. Später entwickelte er effiziente Mikrofluidik-Analysemethoden für Kolloide und Mikroorganismen. Er entwickelte Modelle für ionische Flüssigkeiten bei Raumtemperatur (RTIL, room temperature ionic liquids) und deren Anwendung in der analytischen Chemie.
Armstrong ist Ko-Herausgeber von Analytical Chemistry.
Er erhielt den EAS Award in Chromatography, die Martin Medal, den ACS Award for Separation Science & Technology, den Midwest Award in Chemistry der American Chemical Society (1993) und den Presidential Award for Research and Creativity (1994).  2003 erhielt er die Chirality Medal. Er ist Mitglied der American Association for the Advancement of Science, Fellow der American Chemical Society und der Royal Society of Chemistry. 2001 wurde er Ehrenmitglied der Slowakischen Pharmazeutischen Gesellschaft. Daniel Armstrong gehört gemäß dem Science Citation Index zu den weltweit hochzitierten Chemikern.
1994 begründete er die Reihe We’re Science bei National Public Radio und moderierte diese. 1998 erhielt er den Helen M. Free Award for Public Outreach der American Chemical Society.

## Schriften (Auswahl)
- mit F. Nome: Partitioning behavior of solutes eluted with micellar mobile phases in liquid chromatography, Analytical Chemistry, Band 53, 1981, S. 1662–1666
- mit W. DeMond: Cyclodextrin bonded phases for the liquid chromatographic separation of optical, geometrical, and structural isomers, Journal of chromatographic science, Band 22, 1984, S. 411–415
- mit T. J. Ward, R. D. Armstrong, T. E. Beesley: Separation of drug stereoisomers by the formation of beta-cyclodextrin inclusion complexes, Science, Band 232, 1986, S. 1132–1135
- Optical isomer separation by liquid chromatography, Analytical chemistry, Band 59, 1987, S. 84A–91A
- mit Y. Tang, S. Chen, Y. Zhou, C. Bagwill, J. R. Chen: Macrocyclic antibiotics as a new class of chiral selectors for liquid chromatography, Analytical Chemistry, Band 66, 1994, S. 1473–1484
- mit L. He, Y. S. Liu: Examination of ionic liquids and their interaction with molecules, when used as stationary phases in gas chromatography, Analytical chemistry, Band 71, 1999, S. 3873–3876
- mit L. K. Zhang, L. He, M. L. Gross: Ionic liquids as matrixes for matrix-assisted laser desorption/ionization mass spectrometry, Analytical chemistry, Band 73, 2001, S. 3679–3686
- mit J. L. Anderson, J. Ding, T. Welton: Characterizing ionic liquids on the basis of multiple solvation interactions, Journal of the American Chemical Society, Band 124, 2002, S. 14247–14254
- mit S. Carda-Broch, A. Berthod: Solvent properties of the 1-butyl-3-methylimidazolium hexafluorophosphate ionic liquid, Analytical and bioanalytical chemistry, Band 375, 2003, S. 191–199
- mit J. L. Anderson: High-stability ionic liquids. A new class of stationary phases for gas chromatography, Analytical Chemistry, Band 75, 2003, S. 4851–4858
- mit J. Ding, T. Welton: Chiral ionic liquids as stationary phases in gas chromatography, Analytical Chemistry, Band 76, 2004, S. 6819–6822
- mit J. L. Anderson, R. Ding. A. Ellern: Structure and properties of high stability geminal dicationic ionic liquids, Journal of the American Chemical Society, Band 127, 2005, S. 593–604
- mit J. L. Anderson: Immobilized ionic liquids as high-selectivity/high-temperature/high-stability gas chromatography stationary phases, Analytical chemistry, Band 77, 2005, S. 6453–6462
- mit J. L. Anderson, G. T. Wei: Ionic liquids in analytical chemistry, Analytical Chemistry, Band 78, 2006, S. 2892–2902
- mit X. Han: Ionic liquids in separations, Accounts of Chemical Research, Band 40, 2007, S. 1079–1086
- mit P. Sun: Ionic liquids in analytical chemistry, Analytica Chimica Acta, Band 661, 2010, S. 1–16